# The Posies
The Posies waren een Amerikaanse band die sinds 1987 actief was. Hun muziek valt binnen de alternatieve rock, grunge en powerpop.

## Discografie

### Albums
- Failure (1988)
- Dear 23 (1990)
- Frosting on the Beater (1993)
- Amazing Disgrace (1996)
- Success (1998)
- Every Kind of Light (2005)
- Blood/Candy (2010)
- Solid States (2016)

### Singles
- Golden Blunders (1990)
- Dream All Day (1993)
- Solar Sisters (1993)
- Flavor of the Month (1993)
- Definite Door (1994)
- Please Return It (1996)
- Everybody is a Fucking Liar (1996)
- I Guess You're Right (2005)